# سن-بوناوانتور، کبک
سن-بوناوانتور (به فرانسوی: Saint-Bonaventure) شهری در منطقه شهری درومون ناحیه سانتر-دو-کبک در استان کبک کانادا است. در سرشماری سال ۲۰۱۱ این شهر ۱٬۰۵۴ نفر جمعیت داشته‌است و مساحت آن ۷۸٫۸۳ کیلومتر مربع است.